# Giro delle Fiandre 1959
Il Giro delle Fiandre 1959, quarantatreesima edizione della corsa, fu disputato il 30 marzo 1959, per un percorso totale di 242 km. Fu vinto dal belga Rik Van Looy, al traguardo con il tempo di 6h14'00", alla media di 38,820 km/h, davanti ai connazionali Frans Schoubben e Gilbert Desmet.
I ciclisti che partirono da Gand furono 143; coloro che tagliarono il traguardo a Wetteren furono 58.

## Ordine d'arrivo (Top 10)
| Pos. | Corridore           | Squadra           | Tempo    |
| ---- | ------------------- | ----------------- | -------- |
| 1    | Rik Van Looy        | Faema-Guerra      | 6h14'00" |
| 2    | Frans Schoubben     | Peugeot-BP        | s.t.     |
| 3    | Gilbert Desmet      | Faema-Guerra      | s.t.     |
| 4    | Arthur De Cabooter  | Groene Leeuw      | s.t.     |
| 5    | Jaap Kersten        | Magneet           | s.t.     |
| 6    | Edgard Sorgeloos    | Faema-Guerra      | s.t.     |
| 7    | Jean-Claude Annaert | Rapha-Géminiani   | s.t.     |
| 8    | Norbert Vantieghem  | Flandria-Dr. Mann | s.t.     |
| 9    | Seamus Elliott      | Helyett-Leroux    | s.t.     |
| 10   | Henri Denys         | Groene Leeuw      | s.t.     |